# Santo Tomás del Norte
Pour les articles homonymes, voir Santo Tomás.
Santo Tomás del Norte est une municipalité nicaraguayenne du département de Chinandega au Nicaragua.